# Taringgonan
Taringgonan is een bestuurslaag in het regentschap Padang Lawas van de provincie Noord-Sumatra, Indonesië. Taringgonan telt 2965 inwoners (volkstelling 2010).